# Ramon Canalda Boada
Canalda  Boada est un nom espagnol. Le premier nom de famille, en général paternel, est Canalda ; le second, en général maternel, souvent omis, est Boada.
Ramon Canalda Boada né à Sant Cugat del Vallès le 15 avril 1967 est un international espagnol de rink hockey des années 1980 et 1990.

## Parcours
En 1987, venant originaire du Club Hockey Ripollet, il rejoint au AA Noia, où il est devenu le gardien ayant encaissé le moins de but  toutes catégories nationales confondues. Au sein du club précédent, il gagne ses premiers titres, tels que la ligue espagnole et la coupe d'Europe. En 1991, il signe au HC Liceo, club où il remplace dans les buts José Luis Huelves. Il joue pour le club galicien pendant une décennie, jusqu'à sa retraite en 2001. Il dispute avec la sélection espagnole au début des années 1990 les  Jeux Olympiques de 1992, où il obtient une médaille d'argent.
À la retraite, il continue d'exercer dans le club galicien en tant qu'entraîneur et entraîneur des gardiens de l'équipe première de Liceo. Plus tard, il devient entraîneur du club de la Compañía de María.

## Palmarès
CE Noia
- Coupe d'Europe :
  - 1988-89
- Coupe des vainqueurs de coupe d'Europe :
  - 1987-88
- Coupe Continentale :
  - 1988-89
- Ligue espagnole :
  - 1987-88
- Ligue Catalane :
  - 1989-90

HC Liceo

- Coupe d'Europe :
  - 1991-92
- Coupe des vainqueurs de coupe d'Europe :
  - 1996
- Coupe de la CERS :
  - 1999
- Coupe Continentale :
  - 1992
- Coupe Intercontinental :
  - 1993
- Ligue d'Espagne :
  - 1992-93
- Coupe d'Espagne :
  - 1995, 1996, 1997

Espagne
- Coupe des Nations:
  - 1991